# Colostygia parallelaria
Colostygia parallelaria är en fjärilsart som beskrevs av Charles Joseph de Villers 1789. Colostygia parallelaria ingår i släktet Colostygia och familjen mätare. Inga underarter finns listade i Catalogue of Life.